# 夏小万
夏小万 （1959年—）是一位北京艺术家，目前担任中央戏剧学院舞台美术系教授。

## 生平
1959年出生在北京，1982年拿到中央美术学院学士学位，毕业后在机械工业出版社编辑部工作过，1984年进入中央戏剧学院任教。

## 家庭
父母皆是文工团音乐从事者，父亲姓夏，母亲姓万，故此得名。